# Оксфам

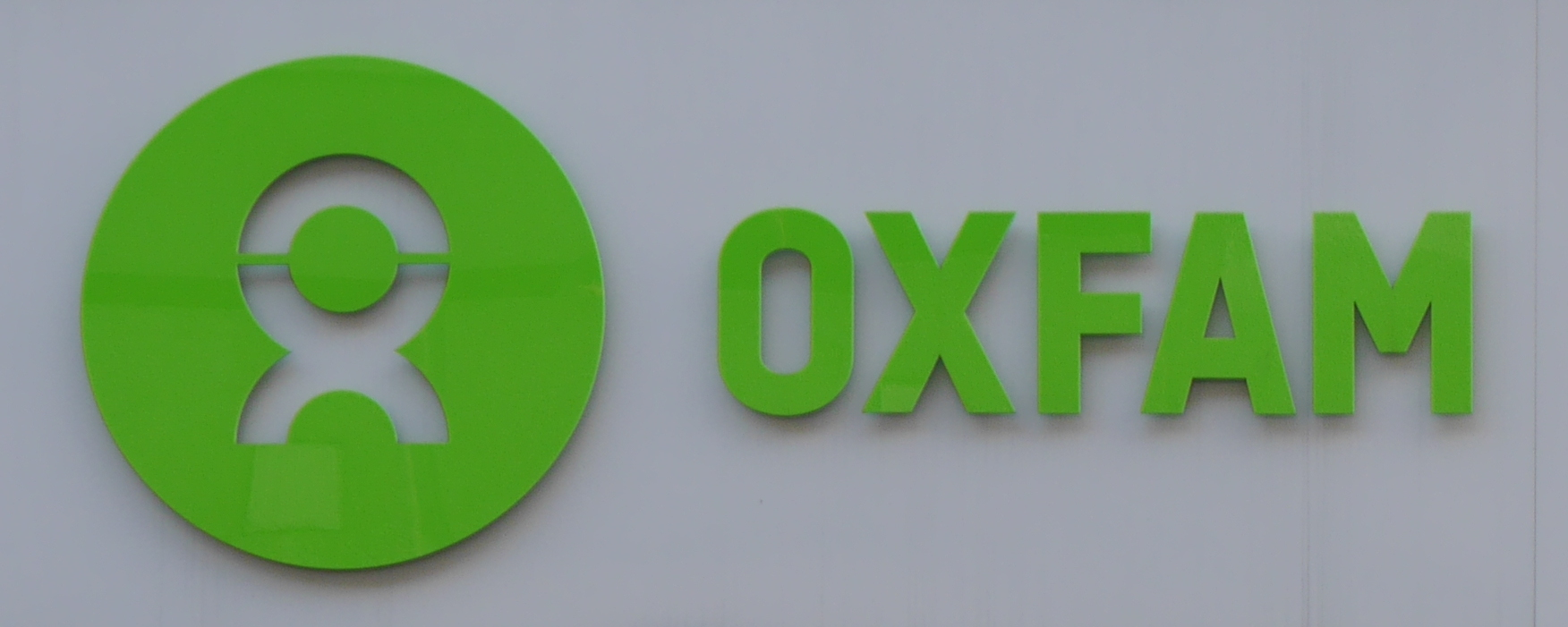

Оксфам (англ. Oxfam) — міжнародне об'єднання із 15 організацій, що працюють у більше ніж 90 країнах по всьому світу. Метою діяльності об'єднання є розв’язання проблем бідності та пов'язаної з нею несправедливістю в усьому світі. В усіх проектах Оксфам, кінцевою метою є надати людям можливість реалізувати свої права та можливості, особисто керувати власним життям, отримувати гідну оплату за виконану працю тощо. 
Оксфам було засновано у британському місті Оксфорд у 1942 році як Оксфордський комітет допомоги голодуючим (англ. Oxford Committee for Famine relief) групою квакерів, громадських активістів та науковців Оксфордського університету. І по сьогодні Оксфам Велика Британія базується в Оксфорді. Оксфам став одним із регіональних комітетів, який було створено на підтримку Національного комітету допомоги голодуючим. Першим завданням комітету було переконати британський уряд дозволити надання продовольчої допомоги голодуючим громадянам окупованої гітлерівцями Греції незважаючи на союзницьку блокаду. Перший комітет Оксфам створений за межами Великої Британії було створено у 1963 році в Канаді. У 1965 році організація змінила назву із Оксфордського комітету допомоги голодуючим на телеграфний варіант OXFAM.

## Історія створення

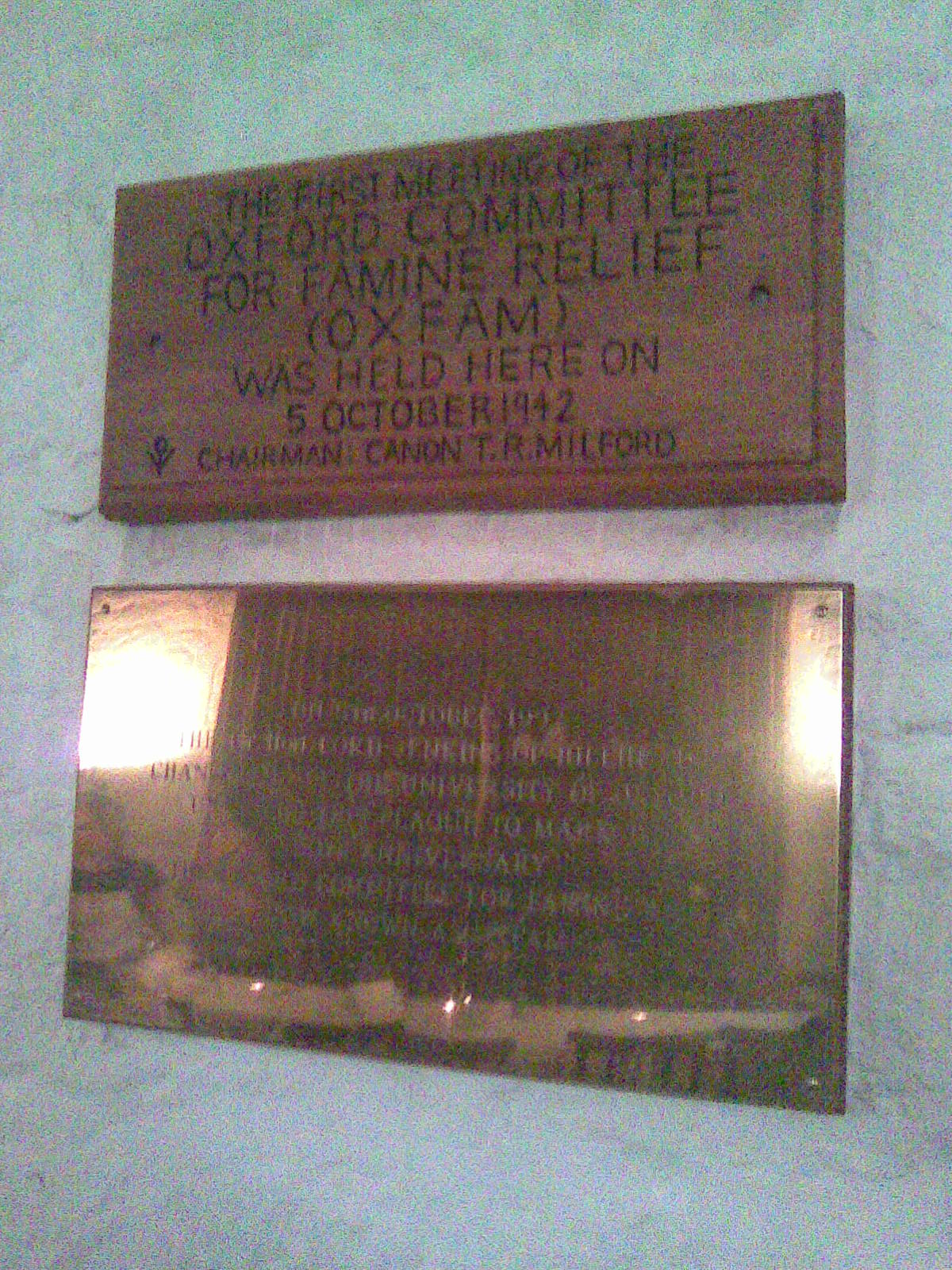
Меморіальна дошка в пам'ять першого засідання Oxfam у старій бібліотеці, університету церкви Св. Діви Марії в Оксфорді.

Засновниками Оксфордського комітету допомоги голодуючим стала група людей, які були об'єднані спільною метою. Зокрема, канонік Теодор Річард Мілфорд (англ. Theodore Richard Milford) (1896-1987), професор Гілберт Мюррей (англ. Gilbert Murray) та його дружина леді Мері, Сесіл Джексон-Коул (англ. Cecil Jackson-Cole) та сер Алан Пім (англ. Sir Alan Pim). Комітет провів своє перше засідання у 1942 році в приміщенні старої бібліотеки університету церкви Св. Діви Марії (англ. University Church of St Mary the Virgin). Головним питанням було питання полегшення наслідків голоду в Греції викликаного військово-морською блокадою союзників. До 1960 року комітет став великою міжнародною неурядовою благодійною організацією. 
Назва «Оксфам» походить від англійського скорочення (англ. «Oxfam») від (англ. Oxford Committee for Famine Relief). Комітет створений у 1942 році було офіційно зареєстровано згідно із британськими законами у 1943 році. У 1995 році було створено Oxfam International як об'єднання міжнародною неурядових благодійних організацій. Oxfam International офіційно зареєстрований в Гаазі, Нідерланди.

## Партнери Оксфам

Країни-партнери Oxfam позначено зеленим, країни-спостерігачі у фіолетовий.

### Оксфам Велика Британія (Oxfam GB)
Станом на 2008 рік Оксфам Велика Британія має 5 955 співробітників в усьому світі із загальним доходом 299,7 мільйонів фунтів стерлінгів. Головний офіс Оксфам Велика Британія розташований у районі Коулі (Оксфорд). 
Оксфам Велика Британія має офіси та програми у понад 70 країнах у 8 регіонах. З 2007 по 2009 рік Оксфам Велика Британія був визнаний одним із найкращих роботодавців Великої Британії

### Оксфам Ірландія (Oxfam Ireland)
Оксфам Ірландія співпрацює з місцевими партнерськими організаціями в країнах, що розвиваються для розробки ефективних рішень боротьби з бідністю та соціальною несправедливістю. Оксфам Ірландія зареєстрована як благодійна організація Ірландії та Північної Ірландії зі штаб-квартирами у Дубліні та Белфасті. 
Грошові фонди Оксфам Ірландія наповнюються з трьох різних джерел:
- Магазини. Оксфам Ірландія утримує 48 магазинів розташованих по усій Ірландії, які продають уживані речі пожертвувані людьми. Також 4 магазини продають ремісничі вироби та продукти харчування;
- Уряд. Ірландський уряд виділив понад 3,7 мільйони євро на діяльність Оксфам у 2008—2009 роках;
- Приватні пожертви, корпоративні та інституціональні фінансування.

Структурно Оксфам Ірландія поділяється на два окремо зареєстрованих у відповідних органах юридичних осіб: Оксфам Північна Ірландія (англ. Oxfam Northern Ireland) та Оксфам Республіки Ірландія (англ. Oxfam Republic of Ireland), проте веде діяльність як єдина структура. 

### Оксфам Америка (Oxfam America)
У 1970 році Оксфам Америка стала незалежною неприбутковою організацією партнером Оксфам Інтернешнл. Діяльність Оксфам Америка направлена на вирішення гуманітарної кризи створеної за час війни за незалежність Бангладеш. Штаб-квартира Оксфам Америка розташована у Бостоні, штат Массачусетс, з офісом у Вашингтоні та семи інших регіональних офісах по світу. Оксфам Америка зареєстрована як 501(c)3 (англ.) організація. У своїй діяльності Оксфам Америка проводить кампанії з адаптації до глобального потепління, продовольчої безпеки, реформ допомоги країнам, що розвиваються, доступу до ліків та медичного забезпечення, справедливої торгівлі. 

### Оксфам Канада (Oxfam Canada)
Основна стаття: Оксфам Канада
Оксфам Канада веде історію з 1963 року, коли британський Оксфордський комітет допомоги голодуючим прагнув заснувати канадське відділення. Оксфам Канада була незалежно заснована та офіційно зареєстрована у 1966 році. У 1967 році Оксфам Канада стала головним організатором ходячого марафону через усю країну «Милі за мільйони» (англ. «Miles for Millions»), метою якого був збір благодійних коштів. У той же рік Лестер Пірсон (тодішній прем'єр-міністр Канади) очолив перший марафон. 
На початку 1970-х років Оксфам розпочав діяльність у Африці Латинській Америці і країнах Карибського регіону і створив мережу співробітників та добровольців по усій Канаді для проведення робіт Оксфам. У цей же період Оксфам Канада розпочав аналіз власної ролі у процесі розвитку. У результаті аналізу було прийнято рішення перейти від традиційної моделі благодійності (одноразові субсидії) на довгострокові програми розвитку (робота з громадами задля здійснення стійких позитивних змін). Зокрема, Оксфам Канада активно долучається до міжнародного руху проти апартеїду в Південній Африці. Також Оксфам Канада бере участь у програмі солідарності Центральної Америки 1970—1980 років, де його діяльність спрямована на вирішення основних причин бідності. Така діяльність привела до посилення ролі Оксфам у пропагандистській діяльності у 1990-х роках з метою мобілізації суспільної підтримки, щодо зміни політики та діяльності, яка поширює злидні. 
Оксфам Канада стала одним із співзасновників Оксфам, об'єднання Оксфам організацій усього світу. На сьогодні Оксфам Канада співпрацює із більш ніж 100 організаціями-партнерами в країнах, що розвиваються, з метою усунення корінних причин бідності та нерівності та допомоги людям у створенні самостійних і сталих спільнот. 

### Оксфам Квебек (Oxfam-Québec)
У 1973 році став незалежним членом міжнародного руху Оксфам. Оксфам Квебек було створено з метою залучення франкомовних жителів провінції Квебек до вирішення проблем країн, що розвиваються. 

### Оксфам Австралія (Oxfam Australia)
Органазація Оксфам Австралія є незалежною австралійською, некомерційною організацією у складі Оксфам Інтернешнл. Діяльність Оксфам Австралія включають довгострокові проекти розвитку, реагування на надзвичайні ситуації і проведення кампаній щодо поліпшення життя знедолених людей в усьому світі. Члени Оксфам Австралія прагнуть надати знедоленим людям кращий доступ до соціальних послуг, рівні права і статус, та вберегти від конфліктів і стихійних лих. 
Діяльність Оксфам Австралія фінансується в основному із пожертв спільноти. Більша частина коштів використовується на програми Оксфам. У випадку надзвичайних ситуацій на вирішення та усунення їх наслідків спрямовуються понад 85% усіх коштів. 
Станом на 2009 рік до діяльності Оксфам Австралія залучено понад 4,64 мільйони учасників у 28 країнах. 

### Оксфам Нідерланди (Oxfam Novib)
Оксфам Новіб є нідерландською філією Оксфам Інтернешнл. Штаб-квартира організації знаходиться у Гаазі. 
Оксфам Новіб було засновано під назвою «Новіб» у 1956 році. «Новіб» є абревіатурою, що розшифровується як (нід. «Nederlandse Organisatie Voor Internationale Bijstand»), що в перекладі означає «Голландська організація міжнародної допомоги». Пізніше назва була змінена на «Голландська організація розвитку міжнародного співробітництва» (нід. «Nederlandse Organisatie voor Internationale Ontwikkelingssamenwerking»). Зміна назви пов'язана зі зміною напрямку роботи.
У 1994 році організація Новіб стала філією Оксфам. 18 березня 2006 року організація змінила назву на Оксфам Новіб. 

### Оксфам в Бельгії (Oxfam-in-Belgium)
Оксфам в Бельгії є координуючим органом бельгійських складових програм руху Оксфам, а саме: Oxfam Solidarity, Magasins du Monde Oxfam та Oxfam Wereldwinkels. 
Oxfam Solidarity включає в себе реалізацію програм Оксфам Бельгія заснованого у 1964 році. Oxfam Solidarity підтримує понад 200 проектів та програм на суму понад 10 мільйонів євро, завдячуючи спільному фінансуванню з боку бельгійського уряду та Європейського Союзу. Доходи організації надходять від заходів переробки, від підтримки меценатів та в результаті проведення різноманітних кампаній. 
Oxfam Wereldwinkels (заснований у 1971 році) і Magasins du Monde Oxfam (заснований у 1975 році) залишаються автономними організаціями, що приділяють особливу увагу справедливій торгівлі. Маючи більш ніж 220 торгових точок, багато груп та 7000 добровольців, вони утворюють рух, який, керуючись принципами справедливої торгівлі, переслідує мету, аналогічну меті Oxfam Solidarity. 

### Оксфам Франція (Oxfam France)
Оксфам Франція (Agir ICI) була заснована в 1988 році під ім'ям (фр. d'Agir ici), приєдналася до Оксфам у 2006 році, будучи членом-спостерігачем з 2003 року. 
Історично склалося, що Agir ICI була в 1998 році одним із засновників Асоціації Оподаткування фінансових операцій та громадянської активності (фр. Association pour la taxation des transactions financières et pour l'action citoyenne) (ATTAC). 
Оксфам Франція - Agir ICI не залежить від будь-якого політичного руху або релігійного об'єднання не приймає грантів або державних дотацій, з метою збереження власної свободи слова та дії. В даний час, Оксфам Франція по суті поєднання інформаційної адвокації на відміну від Оксфам Інтернешнл, яка також діє на землі. 

### Цілі
- Встановлення правил міжнародної справедливої торгівлі;
- Захист доступу до основних послуг (охорона здоров'я, освіта, водопостачання ...);
- Обмеження та скорочення торгівлі зброєю;
- Реформування міжнародної фінансової організації.

Асоціація проводить кампанії для просування цих цілей три або чотири рази на рік в партнерстві з іншими асоціаціями. 

### Результати
- Полегшення боргового тягаря для бідних країн;
- Прийняття Кодексу поведінки щодо поставок зброї;
- Збільшення офіційної допомоги в цілях розвитку;
- Введення продуктів справедливої торгівлі в широке розповсюдження;
- Поліпшення доступу до медичної допомоги у країнах Південної півкулі;
- Прийняття кодексів поведінки фірм в умовах широкого розповсюдження текстильних товарів з країн, що розвиваються;
- Участь у кампанії із заборони наземних мін ... (Нобелівська премія миру в 1997 році).

### Оксфам Німеччина (Oxfam Germany)
Оксфам Німеччина була заснована в 1995 році і є членом Оксфам Інтернешнл. 
У Німеччині працюють 38 Оксфам магазинів: у Берліні, Бонні, Брауншвейзі, Бремені, Дармштадті, Дортмунді, Дюссельдорфі, Франкфурті,  Ольденбурзі, Потсдамі, Штутгарті та Вісбадені створений у листопаді 2011 року.

### Оксфам Гонконг (Oxfam Hong Kong)
Оксфам Гонконг було започатковано у 1976 році, коли добровольці, що зібралися разом, відкрили магазин секонд-хенду та організували збір коштів для проектів боротьби з бідністю в усьому світі. Деякі з перших дій в 1970-х і 80-х років були виступи за справедливість до в'єтнамських людей у човнах (англ.) (англ. Vietnamese Boat People)  — біженців, що прибували  Гонконг із В'єтнаму, та виступи за надання допомоги та порятунок життів людей в Ефіопії під час голоду 1984 року. На сьогодні, Оксфам Гонконг надає допомогу бідним людям у більш ніж 70 країнах по всьому світу.
Оксфам Гонконг є незалежною міжнародною гуманітарною організацією, що веде боротьбу з бідністю та пов'язану з нею соціальною несправедливістю. 

### Оксфам Індія (Oxfam India)
Діяльність Оксфам в Індії розпочалася, коли у 1951 році було надано грошову допомогу для подолання голоду в Біхарі. Біхар у той час був одним із найбідніших і найбільш густонаселених штатів Індії. У 1965 році Оксфам знову повернеться назад в Біхар та в Індію для вирішення проблем голоду пов'язаних з посухою через погане мусонне зволоження. Із 53 мільйонів населення Біхару, 40 млн на той момент залежали від натурального господарства, з якого вони по суті і жили. Підраховано, що  лише протягом посухи і голоду 1965 року, 2400 тонн молока купленого Оксфам в розпал цього лиха дозволило нагодувати понад 400 тисяч  дітей і годуючих матерів.
У 1968 році, першим директором Оксфам в Індії Джимом Говардом, була створена програма «Oxfam Gramdan Action Programme», або «OGAP». Вона стала першою спільною програмою розвитку сільських районів у історії Оксфам та першим кроком до нового напрямку діяльності Оксфам Інтернешнл (довгострокових програм). Оксфам Індія була створена 1 вересня 2008 року, відповідно до розділу 25 Закону про компанії від 2005 року, як некомерційна організація з головним офісом у Делі і в даний час[коли?] є членом Міжнародного об'єднання Оксфам (англ. Oxfam International Confederation). У 2011 році було відзначено 60-річчя діяльності Оксфам в Індії.

## Члени спостерігачі Оксфам

### Оксфам Італія (Oxfam Italy)
Оксфам Італія була створена 3 серпня 2010 року, як неурядова організація. 
На додаток до роботи на землі з найбіднішими громадами задля кращого майбутнього, проводить кампанії по інформуванню людей, які хочуть переглянути причини бідності і несправедливості, і працювати, щоб вирішити їх, діючи від того, хто має право та можливість змінити такий стан речей. Кампанії Оксфам Італія спрямовані на мобілізацію засобів масової інформації та широкої громадськості за допомогою демонстраційних проектів (подія, флешмоб) з високою віддачею і негайним визнанням. 

### Області діяльності
Областями діяльності Оксфам Італія є: 
- Доступ до води;
- Надзвичайний стан чи стихійне лихо;
- Управління та демократія;
- Природні ресурси;
- Освітні послуги;
- Медичні послуги;
- Соціально-рекреаційні послуги для дітей;
- Боротьба з дискримінацією та міжкультурний діалог;
- Критичне споживання;
- Підтримка виробників в Південній півкулі;
- Відповідальний туризм;
- Освіта для усіх;
- Корпоративна соціальна відповідальність;
- Фінансова етика.

### Країни
Оксфам Італія веде свою діяльність у: 
- в Південно-Східній Європі: Албанія, Боснія і Герцеговина, Македонія, Чорногорія та Сербія;
- в Латинській Америці: Болівія, Бразилія, Еквадор, Гаїті та Домініканська Республіка;
- в Центральній Америці: Сальвадор, Гватемала та Гондурас;
- на Близькому Сході: Палестина та Ліван;
- в Південно-Східній Азії: Камбоджа, Шрі-Ланка та В'єтнам;
- в Африці: Камерун, Марокко, Демократична Республіка Конго та ПАР.

### Оксфам Японія (Oxfam Japan)
Оксфам Японія розпочала діяльність у грудні 2003 року.

## Oxfam International
Секретаріат Оксфам Інтернешнл (англ. Oxfam International Secretariat) («OIS») очолює та підтримує співпрацю між філіями Oxfam, з метою збільшення ефективності діяльності Оксфам по викоріненню бідності та соціальної несправедливості через інформаційно-пропагандистські кампанії, програми розвитку та реагування на надзвичайні ситуації. 
До Ради «OIS» входять виконавчий директор секретаріату, голова кожного філіалу Оксфам, а також голова Оксфам Інтернешнл. Посади голів філій мають право голосу в Раді. Виконавчий директор та голова Оксфам Інтернешнл не мають права голосу. Рада також обирає заступника голови та скарбника з числа членів з правом голосу (голів філій). 
Рада відповідає за забезпечення підзвітності Оксфам Інтернешнл, прозорість її діяльності та відповідність своєму призначенню. Конституція та Стратегічний план діяльності також затверджується на рівні Ради. Рада приймає рекомендації від голів філій та гарантує, що об'єднання Оксфам Інтернешнл веде роботу в напрямку затвердженого плану діяльності. Крім того, Рада затверджує членство в об'єднанні Оксфам, обирає почесного президента, почесного радника, офіцерів ради та виконавчого директора Оксфам Інтернешнл. Експерти, що є членами окремих підкомітетів також обираються Радою. Їх метою є надання допомоги в конкретних питаннях діяльності Оксфам.
Мови. Офіційна мова: англійська, робоча: англійська, французька та іспанська мова. 

Штат: Приблизно 77 членів станом на 2009—2010 рік (у тому числі тимчасовий персонал). 

Фінансування: Внески від партнерських організацій. 

Операційний бюджет: 8,7 мільйона доларів США. 

## Місія та цінності Оксфам
Місія. Програми Оксфам направлені на вирішення причин бідності та пов'язаних з нею соціальною несправедливістю і працюють в основному через місцеві підзвітні організації. 
Цінності. У листопаді 2000 року Оксфам прийняв правозахисний підхід як основу для усіх робіт об'єднання Оксфам Інтернешнл та її партнерів. Оксфам визнає універсальність і неподільність прав людини та прийняв їх за основу як практичні задачі з реалізації:
- права стійких засобів до існування;
- права на основні соціальні послуги;
- права на життя та безпеку;
- права бути почутим;
- права на індивідуальність.

Оксфам вважає, що бідність та безправ'я можна уникнути і можуть бути усунені людською діяльністю і політичною волею. Право стійких засобів до існування, а також права і можливості рівноправної участі в спільноті та внесення позитивних змін в життя людей є основними потребами і правами людини, які можуть бути задоволені. Оксфам вважає, що мир та суттєве скорочення озброєнь є найважливішою умовою для розвитку. В такому випадку нерівність може бути значно скорочена як між багатими і бідними країнами так і всередині окремої країни. 

## Діяльність Оксфам

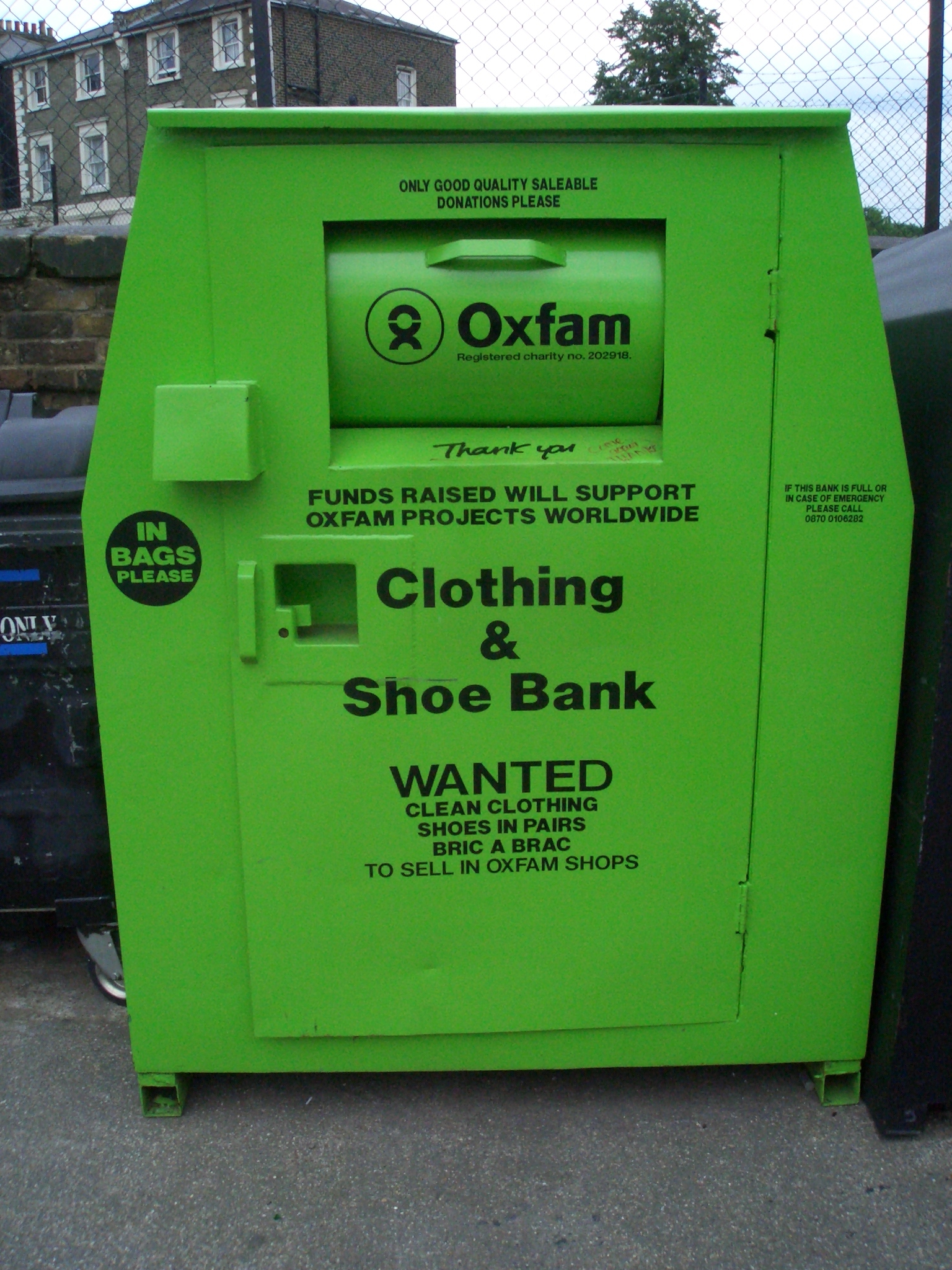
Оксфам-банк прийому потриманої одежі та взуття

Початковою метою діяльності Оксфам було забезпечення продовольством райони охоплені голодом. За роки існування організація розробила стратегії по боротьбі з причинами голоду. На додаток до продуктів харчування та ліків, Оксфам також надає інструменти, що дозволяють людям перейти на самозабезпечення, та відкриває ринки міжнародної торгівлі, де ремісничі вироби та продукти із бідних регіонів світу можуть бути проданими за справедливою ціною на користь виробника. 
Програма Оксфам складається з трьох основних задач:
- робота з розвитку, метою якої є підняття громади зі стану бідності. Для цього використовуються довгострокові і перевірені часом рішення, що ґрунтуються на основних потребах громад;
- гуманітарна діяльність, надання допомоги безпосередньо постраждалим внаслідок конфліктів і стихійних лих (що часто випереджає довгострокові роботи з розвитку), особливо в напрямку забезпечення водою та санітарією;
- лобіювання, пропаганда і кампанія з популяризації, що направлена впливати на політичні рішення, на причини конфлікту на місцевому, національному та міжнародному рівнях.

Оксфам працює у напрямках:
- справедливості та рівності в торгівлі;
- справедливої торгівлі;
- освіти;
- зменшення державного боргу та міжнародної допомоги;
- надання засобів до існування;
- охорони здоров'я;
- ВІЛ/СНІД;
- гендерної рівності;
- вирішення конфліктів (зокрема, кампанії проти міжнародної торгівлі зброєю);
- попередження та ліквідації наслідків стихійних лих;
- демократії;
- прав людини;
- зміни клімату.

Оксфам надає гуманітарну допомогу людям, які постраждали від голоду 2011 року у Африці, в Кенії, Ефіопії та Сомалі.

## Основні завдання Оксфам
Упродовж 2007—2012 років Оксфам має зосередити свої ресурси на чотири основні завдання:
1. Економічне правосуддя
- Залучити у сільському господарстві осіб, які живуть в злиднях. Метою Оксфам є залучення до робіт у сільському господарстві більшості людей, що живуть за межею бідності та надати їм можливість отримувати гідну оплату за їх роботу;
- Досягнути справедливих правил торгівлі для бідних країн. Люди, що живуть у злиднях, мають отримати справедливу частку багатства та можливості, отримані від залучення у світовій торгівлі;
- Знизити вплив зміни клімату та енергетичних потрясінь за рахунок підтримки вразливих верств населення і громад, особливо в сільському господарстві.

2. Основні послуги
- Вимагати від національних урядів виконання своїх обов'язків щодо справедливого надання високоякісних послуг з охорони здоров'я, освіти, водопостачання та санітарії, особливо для жінок і відчужених груп;
- Підтримка суспільних організацій та об'єднань, які могли б вимагати від урядів відповідальність за надання цих послуг;
- Забезпечити ефективнішу політику і додаткове фінансування з боку багатих країн та міжнародних організацій, а також переконатися, що вони підтримують уже існуючі зобов'язання щодо надання допомоги і скорочення боргів бідних країн.

3. Права в умовах кризи
- Покращити можливість надавати кращий захист і більшу допомогу, за рахунок вдосконалення отриманих знань і можливостей, стати відповідальнішими перед людьми, яким надається допомога;
- Розширити співпрацю з місцевими організаціями;
- Змінити політику і практику міжнародної гуманітарної системи для кращої доставки допомоги до кінцевого одержувача. Це дозволить підвищити стандарти реагування на стихійні лиха міжнародними організаціями, проконтролювати виконання урядами зобов'язань щодо боротьби з незаконною торгівлею зброєю;
- Робота в рамках безпеки людини, з великим акцентом на запобігання конфліктів, примирення та довгострокового розвитку.

4. Гендерна справедливість
- Підтримка гендерної рівності на всіх рівнях з метою досягнення більшого впливу жінок в прийнятті рішень та більшого контролю над своїм життям;
- Робота по викоріненню гендерної нерівності жінок, змінивши підходи, погляди та переконання чоловіків та жінок, які дозволяють боротися з дискримінацією жінок;

## Магазини Оксфам

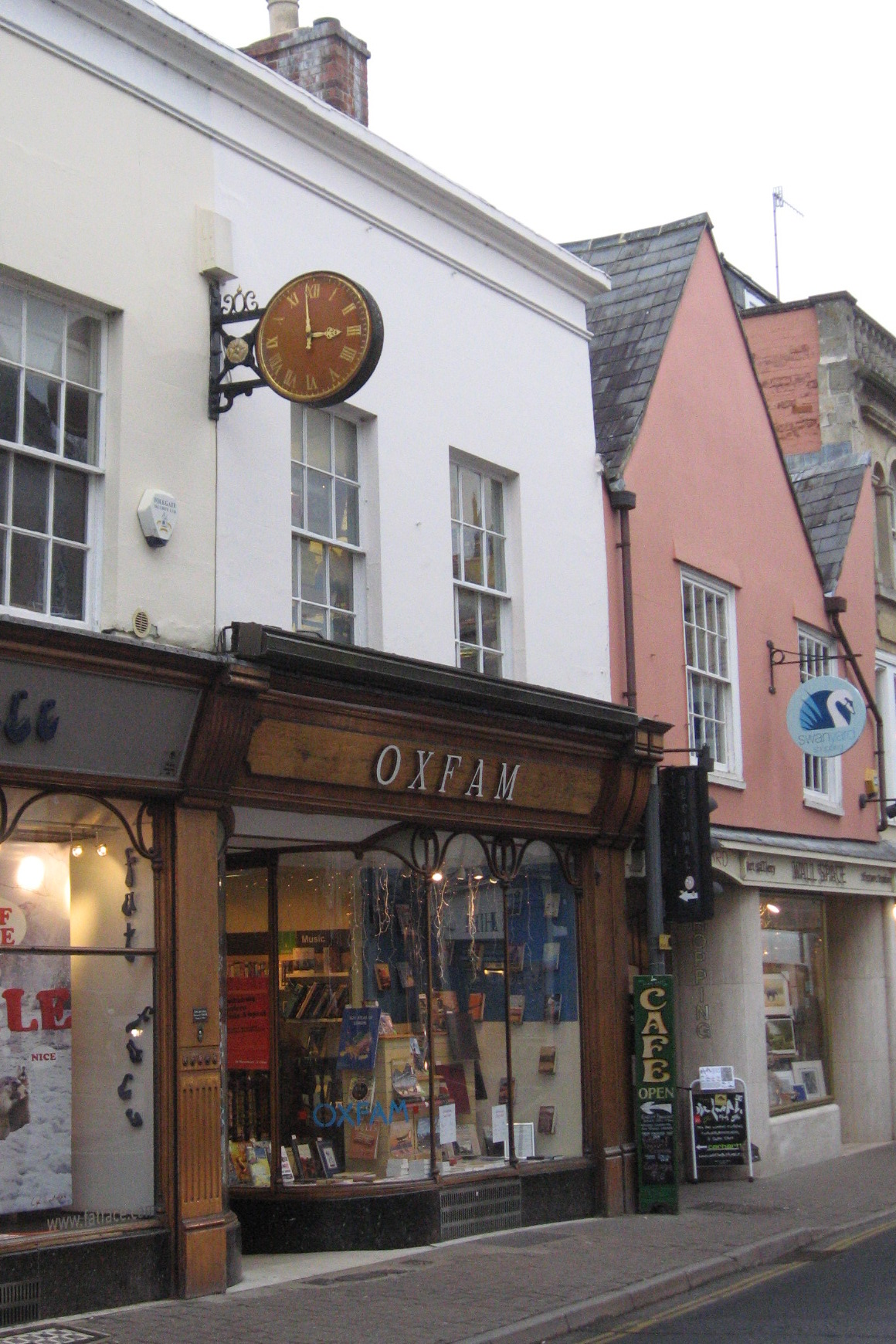
Магазин Оксфам у Чиренчестер, Англія

Оксфам утримує велику кількість магазинів по всьому світу, які здійснюють продажі ґрунтуючись на принципах справедливої торгівлі та  жертвуванні товарів. Оксфам відкрили свій перший благодійний магазин у 1948 році. Грошові надходження з таких магазинів використовуються на благодійні справи та на інші програми Оксфам щодо надання допомоги в усьому світі. 
Більша частина товару, що продається в магазинах Оксфам як і раніше надходить з громадських пожертв, але у даний час вони також продають вироби з країн в Африки, Азії і Південної Америки, включаючи ремісничі вироби, книги, музичні компакт-диски та інструменти, одяг, іграшки, продукти харчування та етнічні сувенірні вироби. Ці товари були представлені громадськості завдяки принципам справедливої торгівлі, з метою допомоги виробникам з бідних країн.
Оксфам має близько 15 000 магазинів по всьому світі. Деякі з них знаходяться у Великій Британії, близько 750 магазинів Оксфам Велика Британія в тому числі спеціалізовані магазини: книжкові, музичні, меблів та весільного вбрання. Оксфам Німеччина має 34 магазини, включаючи спеціалізовані магазини книг. У магазинах Оксфам Франція продаються книги та вироби справедливої торгівлі. Оксфам Гонконг утримує 2 магазини, що продають жертвувані товари та продукти справедливої торгівлі. Оксфам Новіб, Оксфам Австралія мають більш ніж 20 магазинів справедливої торгівлі, Оксфам Ірландія та Оксфам в Бельгії також отримують кошти з магазинів.
Оксфам найбільший продавець потриманих книг в Європі, продаючи близько 12 мільйонів книг на рік. 
У 2008 році у магазинах Оксфам Велика Британія працювало понад 20 тисяч добровольців, та зібрали 17,1 мільйона фунтів стерлінгів для Оксфам.

## Збір коштів
На додаток до своїх магазинів Оксфам має ряд інших каналів по збору коштів. Більше півмільйона людей у Великій Британії здійснюють регулярні фінансові вливання у його роботу, а головна частина коштів, надходить з подарунків залишених організації окремими людьми. Багато учасників Лондонського марафону здійснюють забіг, з метою зібрати гроші для Оксфам.  Оксфам також отримує кошти в обмін за надання та організацію добровольців стюардів на таких фестивалях, як Ґластонбері. Oxfam також проводить події в Гонконзі, Австралії, Новій Зеландії, Великій Британії та Японії. Оксфам Велика Британія проводить збір коштів щорічно 8 березня з нагоди «Міжнародного жіночого дня».
Крістофер МакКендлесс (англ. Christopher McCandless), прообраз якого було покладено у книгу та фільм «В диких умовах», пожертвував усі свої заощадження Оксфам, перш ніж покинути стати відлюдником на Алясці. 
У серпні 2009 року було оголошено, що Arctic Monkeys випустить 7-дюймовий вінілову версію свого нового синглу «Crying Lightning» та продаватиме його виключно через магазини Оксфам. Виручені від продажу кошти пішли на благодійність. 
Останнім часом Оксфам Індія стає успішним філіалом по збору коштів. 

### Публікації
- Річний звіт;
- Стратегічний план;
- Дослідницькі та програмні документи.[12]

Вебсторінка «Програми та Дослідження» з усіма публікаціями Оксфам (наукові доповіді, програмні документи) 

## Критика

### Конфлікт зі Старбакс
26 жовтня 2006, Оксфам звинуватив Starbucks у тому, що остання просила Національну Асоціацію Кави англ. National Coffee Association (NCA), заблокувати у США заявки на товарний знак для трьох видів Ефіопської кави: Сідамо, Харар та Іргачоф. Оксфам стверджував, що це може призвести до відмови від ефіопської кави, та суттєвих втрат ефіопських фермерів, що вирощують каву, потенційний річний дохід яких оцінюється у 47 мільйонів фунтів. 
Голова Національної Асоціації Кави Роберт Нельсон заявив, що його організація ініціювала протест з економічних причин. «Для існування американської промисловості, ми повинні мати економічно стабільну кавову промисловість... Цей протест болюче вдарить по ефіопським виробникам кави економічно». Національна Асоціація Кави звинуватила ефіопський уряд у неправильному веденні економічної політики та завищенні цін на каву, порівняно із світовою ринковою ціною.
Отримавши понад 90 000 стурбованих листів, Starbucks розмістив у своїх магазинах брошури у яких звинуватив Оксфам у «введенні в оману споживачів» та наполягав на припиненні «кампанії проти Starbucks». 7 листопада, журнал Економіст назвали Оксфам «простаками» позицію уряду Ефіопії «економічно неграмотною», стверджуючи, що заснований на стандартах підхід Starbucks та Illy дасть ефіопським виробникам значно більшу вигоду.
Тим не менш, 20 червня 2007 року представники уряду Ефіопії та вищих керівників від Starbucks оголосили, що вони уклали угоду про розповсюдження, маркетинг та ліцензування, яка визнає важливість та цілісність визначених Ефіопських сортів кави.

### Політичний нейтралітет
Оксфам Велика Британія була піддана різкій критиці з боку інших ННО за близькість до Тоні Блера та лейбористського уряду Великої Британії.
У жовтні 2011 року, кампанія Оксфам про введення податку на фінансові операції призвела до позову до суду проти пенсіонера (колишнього працівника банку) одного з магазинів Оксфам вимогою заборонити доступ до одного з Оксфам магазинів та виплатити 10 тисяч фунтів. Після того як він  поскаржився на плакат у якому Оксфам висвітлювався як Робін Гуд, що оподатковує банки та фінансові інституції.
25 жовтня 2011 року, спір було вирішено мирним шляхом у окружному суді. Обидві сторони відмовились коментувати деталі. 

### Внутрішні структури та політична роль
Оксфам звинувачували у впливі на політичні структури та організації у Судані та Руанді. Були також висловлені звинувачення щодо того, що Оксфам більше турбується про політичний вплив ніж надання гуманітарної допомоги.
У 2005 році журнал New Internationalist описав Оксфам , як «Велику міжнародну неурядову організацію (BINGO)», яка має корпоративний стиль роботи, недемократичну внутрішню структуру, на зосереджена на вирішенні симптомів, а не причин міжнародної бідності — особливо в потуранні до неоліберальної економіки і навіть у захопленні ролей, які мають виконувати національні уряди.
Подібні критичні зауваження були висловлені журналом Red Pepper та  New Statesman.

### Книжкові магазини
Оксфам було піддано критиці за агресивне розширення мережі власних спеціалізованих книжкових магазинів та у використанні тактики, що найчастіше пов'язується з багатонаціональними корпораціями. Благодійність була піддана критиці у зв'язку з тим, що розширення відбувається за рахунок витіснення незалежних продавців потриманих книг та інших благодійних магазинів в багатьох областях Великої Британії. 

### Справедлива торгівля кавою
28 квітня 2007 року двоє австралійських учених аналітичного центру Мельбурна , подали скаргу в Австралійську комісію з питань конкуренції та захисту споживачів звинувативши Оксфам у тому, що він вводить в оману чи обманним шляхом обходить австралійський «Закон про торговельну практику» просуванням справедливої торгівлі кави.  Вчені стверджували, що висока вартість сертифікації і низька заробітна плата працівників підривають твердження, що справедлива торгівля допомагає підняти виробників з убогості. Ці претензії були згодом відхилені комісією.

### Ізраїльсько-Палестинський конфлікт
У 2003 році Оксфам Бельгія випустила плакат із зображенням апельсина залитого кров'ю. Плакат містив текст: «Ізраїльські фрукти мають гіркий смак... припиніть окупацію Палестини, не купуйте ізраїльські фрукти і овочі». Оксфам було піддано широкій критиці через авторство антиізраїльських політичних повідомлень. Після оголошення та тиску з боку проізраїльської організації NGO Monitor, Оксфам видалив плакат зі своїх вебсайтів і Ян Андерсон, голова Оксфам Інтернешнл, випустив лист з вибаченнями, проте Оксфам зберегла свою підтримку бойкоту ізраїльської продукції випущеної на окупованих територіях. NGO Monitor критикувала Оксфам за політику, «селективний моралі». 
У жовтні 2009 року Оксфам було звинувачено ізраїльською ННО «Regavim» в пособництві палестинцям та незаконній діяльності в Кир'ят-Арба, в тому числі у викраденні води. Оксфам заперечує свою участь у цьому.

### Конфронтація з Population Matters
У грудні 2009 року Дункан Грін, глава аналітичного відділу Оксфам, намагалися дискредитувати ініціативи «PopOffsets», а саме «Рух за оптимальну чисельність населення», (раніше відомий як «Optimum Population Trust»), згідно з яким люди можуть компенсувати свої викиди вуглецю шляхом фінансування послуг планування сім'ї в країнах, що розвиваються. Грін писав у «New Statesman», у доповіді «Optimum Population Trust», порівняння зростання населення та деградації навколишнього середовища є «сильно спрощенням».
У відповідь, «Optimum Population Trust» назвав реакцію Оксфам «відверто ганебною», додавши: «Світ гостро потребує по-дорослому, раціональне обговорення проблеми перенаселення... без звинувачень, зловживань та істерії».